# IF Start (Åland)
IF Start var en finländsk (åländsk) idrottsklubb från Geta som bildades 1922.

## Historik
Efter att första världskriget var avslutat så kom idrottsverksamheten i gång på Åland. Först ut var IFK Mariehamn som bildades 1919. På fasta Ålands nordligast kommun Geta bodde det runt 1 000 människor och det fanns några skickliga skridskoåkare, bröderna Nordqvist som tävlade för Geta Ungdomsförening regi. Senare under året 1922 bildades IF Start från Ungdomsföreningen. IF Start ordnar sina först klubbmästerskap i friidrott den 24 september 1922 på idrottsplan invid kyrkan 
I början var IF Start duktiga i friidrott och skridskoåkning. I och med att Geta är en liten kommun och invånarantalet successivt har sjunkit och halverades sedan 1920 har de idrottsliga framgångarna varierat och det har varit beroende av lokala eldsjälar. Trots sin litenhet så har lagidrott varit viktigt. På 40-talet blev fotbollen en viktig del av verksamheten och man lyckades vinna B-Serien på Åland. Det var en svacka på 1960-talet för idrottsföreningen, när det inte var någon aktivitet, men 1970 återupptar föreningen sin verksamhet. Bordtennis blir snabbt populärt och det blir en hel del åländska mästerskaps medaljer. På 1980-talet startas en ishockey sektion upp och engagerar i stort sett alla kommunens invånare. Det resulterar i att IF Start tar fem raka mästerskapstitlar på rad i de åländska mästerskapen på 1980-talet i kamp med IFK Mariehamn.

### Innebandy
I mitten på 1980-talet så startades även upp en sektion i den nyetablerade sporten innebandy. I början var det i stort sett samma personer som spelar fotboll, ishockey och innebandy och det resulterar i mästerskapstitlar i både ishockey och innebandy. 
1989 fick IF Start sin första landslagsman, när Mats Adamczak (född Jansson) blir uttagen till finska landslaget. 1991 blev den andra IF Start-spelaren uttagen, målvakten Daniel Sundblom.
Vintern 1994-95 bestämde sig de två dominerande innebandyklubbarna på Åland IF Start och VÅSC att bilda ett gemensamt klubblag Ålandsbanken Sport Club (ÅSC). Det nybildade laget ÅSC tog över VÅSC:s plats i finska seriesystemet. VÅSC vann division 2 våren 1995 och därmed startade det nya laget i division 1 säsongen 1996-1997. Det nya laget med Mats Adamczak som coach vann division 1 på första försöket och gick upp i högsta serien. I laget fanns flera landslagsspelare som Daniel Sundblom och Tom Sarling fostrade i IF Start och från VÅSC Peter Wiklöf, Hannes Öhman och Guy Börman. 
Som bäst kom ÅSC på en fjärdeplats i den finska serien.

### 2000-talet
Efter att IF Start innebandy hade satsat på det gemensamma laget ÅSC, så återgick moderförening till att satsa på bordtennis och blivit åländska mästare ett flertal gånger under 2010-talet.
Styrelsen har beslutat att lägga ner föreningen runt år 2020.[Uppdatering behövs]

## IF Start fostrade landslagsspelare i innebandy
- Mats Adamczak
- Daniel Sundblom
- Tom Sarling